# World Series of Poker 1975
De World Series of Poker 1975 werd gehouden in de Binion's Horseshoe in Las Vegas van 6 mei t/m 15 mei. Het was de 6de editie van de World Series of Poker, het grootste pokerevenement ter wereld.

## Toernooien
| Event                      | Winnaar       | Prijs   |
| -------------------------- | ------------- | ------- |
| $1.000 Seven Card Razz     | Sam Angel     | $17.000 |
| $1.000 Deuce to Seven Draw | Billy Baxter  | $35.000 |
| $5.000 No Limit Hold'em    | Jay Heimowitz | $32.000 |
| $1.000 Seven-Card Stud     | Johnny Moss   | $44.000 |

## Main Event
Het Main Event was het grootste toernooi van de WSOP van 1975. Het is een 10.000 dollar No-Limit Texas Hold'em toernooi. De winnaar van dit toernooi wordt gezien als de officieuze wereldkampioen poker. Er deden in totaal 21 spelers mee.

### Finaletafel
| Positie | Naam                   | Prijs    |
| ------- | ---------------------- | -------- |
| 1       | Brian "Sailor" Roberts | $210.000 |
| 2       | Bob Hooks              | Geen     |
| 3       | Crandell Addington     | Geen     |
| 4       | Aubrey Day             | Geen     |
| 5       | Onbekend               | Geen     |
| 6       | Jesse Alto             | Geen     |